# Cabine C
Cabine C foi uma banda pós-punk brasileira formada na cidade de São Paulo em 1984.
De sonoridade bastante inspirada por bandas como Siouxsie & the Banshees, The Cure, Cocteau Twins e Talking Heads, e com as letras do vocalista Ciro Pessoa influenciadas por poetas românticos e simbolistas como Edgar Allan Poe, Charles Baudelaire e Arthur Rimbaud, e pelo dramaturgo Antonin Artaud, é considerada uma das primeiras e mais famosas bandas brasileiras de rock gótico (apesar de Pessoa ter publicamente rejeitado quaisquer associações com a subcultura gótica na época).
O nome da banda foi retirado de um filme de Alfred Hitchcock e que remetia a cabine de um navio.
Apesar de seu pouquíssimo tempo de duração, acabaria por se tornar uma banda cult com o passar do tempo.
A banda já foi regravada por nomes do rock nacional como Ira!, Vespas Mandarinas e Fê Lemos, baterista do Capital Inicial.

## História
O Cabine C foi formado em 1984 por Ciro Pessoa, que deixara sua banda anterior, os Titãs, um ano antes. Sua formação inicial consistia em Pessoa nos vocais, sua então esposa Wania Forghieri nos teclados, Edgard Scandurra do Ira! na guitarra, Charles Gavin (que recentemente havia se juntado aos Titãs) na bateria e Sandra Coutinho das Mercenárias no baixo (Sandra mais tarde acabaria por deixar a banda e ser substituída pelo também membro do Ira! Ricardo Gaspa). Chegaram a gravar algumas canções com esta formação, e realizaram alguns shows em certos bares e clubes de São Paulo, mas com exceção de Pessoa e Forghieri todos acabariam por deixar a banda a fim de focalizar em seus respectivos projetos alternativos.
Em 1986, as ex-membros do Akira S e As Garotas Que Erraram Anna Ruth dos Santos e Marinella Setti juntaram-se ao Cabine C, e com esta formação lançaram seu primeiro (e único) álbum de estúdio, Fósforos de Oxford, pela recém-aberta gravadora RPM Discos, assim chamada por ter sido fundada por Paulo Ricardo e Luiz Schiavon da banda epônima. O álbum, que contou com participações especiais de Fernando Deluqui e Akira Tsukimoto (o titular "Akira S" do Akira S e As Garotas Que Erraram), teve uma boa recepção, mas não foi bem promovido pela gravadora, resultando em muitas pessoas nem ao menos saberem que ele existia — e, assim, foi um fracasso comercial. Devido a isto iniciou-se uma longa batalha judicial entre o Cabine C e a RPM Discos, resultando no fim de ambos em 1987.
Antes de chegar ao fim a banda estava trabalhando num segundo álbum, que iria se chamar Cotonetes Desconexos; porém, ele nunca foi concluído.
Uma canção da banda, "Tão Perto", foi incluída na compilação de pós-punk brasileiro underground The Sexual Life of the Savages, lançada em 2005 pela gravadora britânica Soul Jazz Records.
Em 2017, Pessoa escreveu uma canção em homenagem ao Cabine C intitulada "Cabine C/Na Primavera" para o álbum de estreia epônimo de seu último projeto, a banda Flying Chair. Ele morreu em 5 de maio de 2020, após complicações de um câncer e COVID-19.

## Integrantes
- Ciro Pessoa — vocal (1984–1987), guitarra (1985–1987)
- Wania Forghieri — teclados (1984–1987)
- Anna Ruth dos Santos — baixo, backing vocal (1985–1987)
- Marinella Setti — bateria (1985–1987)
- Edgard Scandurra — guitarra (1984)
- Charles Gavin — bateria (1984)
- Sandra Coutinho — baixo (1984)
- Ricardo Gaspa — baixo (1984)

## Discografia

### Álbuns de estúdio
- Fósforos de Oxford (1986)

### Compilações
- The Sexual Life of the Savages (2005) - Incluiu a canção "Tão Perto".

### Canções não lançadas
- "Cotonetes Desconexos"
- "Recado Chinês"
- "Nossas Cabeças São Nossos Erros"
- "Inundação de Amor" (escrita por Ciro Pessoa e Júlio Barroso da Gang 90 e as Absurdettes, acabaria por ser tocada pelo Ira! posteriormente)
- "Fim de Serafim" (poema de Oswald de Andrade, transformado em música por Ciro Pessoa)
- "A História do Meu Delírio"
- "O Lado Bom da Bomba" (escrita por Ciro Pessoa e Branco Mello)
- "Sonhando" (escrita por Ciro Pessoa e Edgard Scandurra)